# Krzemionki Podgórskie

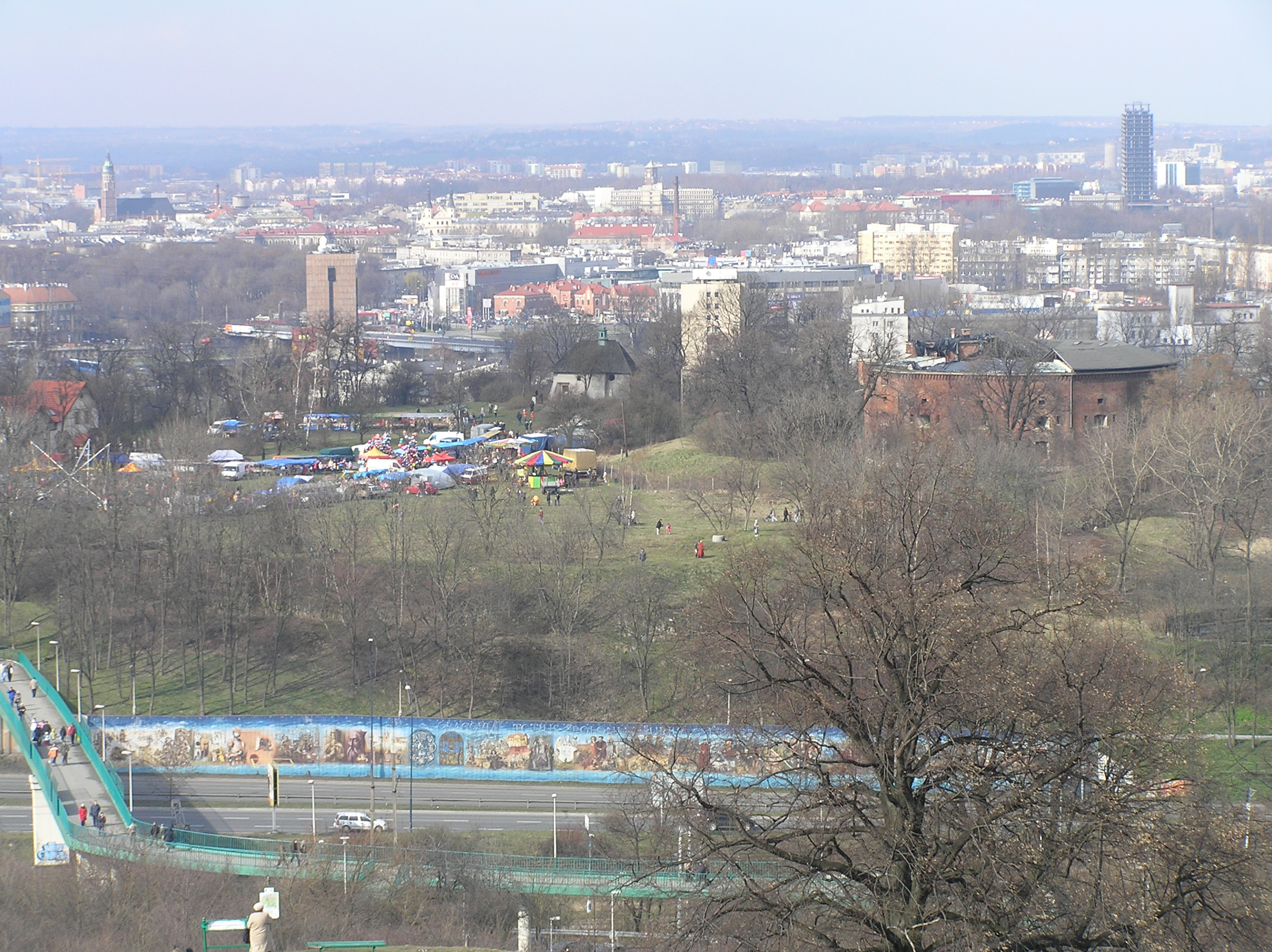
Wzgórze Lasoty podczas obchodów święta Rękawki widziane z Kopca Krakusa. W tle centrum Krakowa.

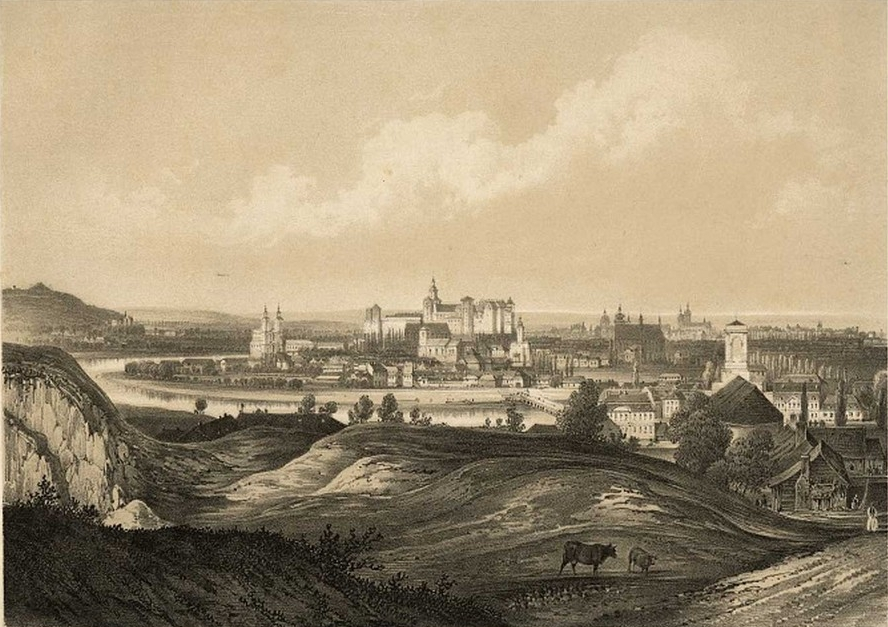
Widok na Kraków z Krzemionek Podgórskich – litografia z ok. 1850 r.

Krzemionki Podgórskie (pot. Krzemionki) – wzgórza zrębowe Pomostu Krakowskiego w południowej części Krakowa, na południe od  Wisły, na terenie dawnej miejscowości Podgórze. Zajmują obszar ok. 2,5 km², a najwyższy punkt znajduje się na wysokości 269,3 m n.p.m.
Krzemionki składają się z trzech pagórów, które obecnie przecięte są głównym ciągiem komunikacyjnym – Aleją Powstańców Śląskich i linią kolejową. Można przez nie przejść tylko jednym wiaduktem. Przez geologów opisywane są jako jeden z siedmiu zrębów Krakowa. Dawniej z Wawelu dobrze widoczna była ich morfologiczna krawędź i skalne wychodnie, obecnie częściowo przesłania ją gęsta zabudowa. Zbudowane są z wapieni pochodzących z jury późnej (oksfordu). W wapieniach tych licznie występują krzemienie i stąd pochodzi ich nazwa. Znaleziska archeologiczne wskazują, że krzemienie do produkcji narzędzi ludzie w tych okolicach wydobywali już od środkowego paleolitu. Od średniowiecza natomiast w wielu miejscach Krakowa wydobywano wapienie do celów budowlanych. Krzemionki były jednym z głównych ośrodków tego wydobycia. Kamienie eksploatowano tutaj w kilku kamieniołomach, dawniej zwanych łomami. Były to: Kamieniołom pod św. Benedyktem, Szkoła Twardowskiego, Łom Redemptorystów, Liban, Kamieniołom Miejski, Bonarka, kamieniołom przy Rynku Podgórskim i kamieniołomy obozu Plaszow. Ostatni z kamieniołomów zamknięto w 1986 r.
Znajdują się tu m.in.:
- Wzgórze Lasoty, czyli północne wzgórze Krzemionek na którym, znajdują się m.in.:
  - Kościół św. Benedykta – powstały na miejscu poprzedniej świątyni w kształcie rotundy pochodzącej z ok. 1000 r.
  - Stary Cmentarz Podgórski – najstarsza nekropolia Podgórza, jednocześnie najstarszy cmentarz komunalny w Krakowie
  - Fort św. Benedykta – obiekt architektury obronnej w formie wieży maksymiliańskiej
  - wspinaczkowy rejon ze skałami Niski Mur, Esteci i Skały za Szkołą
- Kościół św. Józefa – kościół parafialny Podgórza, zbudowany w latach 1905-1909 według projektu Jana Sasa-Zubrzyckiego
- Kopiec Krakusa – kopiec, będący jakoby grobowcem legendarnego Kraka
- Fortyfikacje poaustriackie – część umocnień Twierdzy Kraków
- Liban – nieczynny kamieniołom z wspinaczkowym murem skalnym El Pułkownik
- „Liban” – obóz pracy w czasie II wojny światowej
- Park im. Wojciecha Bednarskiego – położony w zagłębieniu powstałym w wyniku eksploatacji wapieni
- SLR Krzemionki – betonowa wieża RTV
- Mural Silva Rerum – mural przedstawiający historię Krakowa
- Stadion Korona Kraków